# Canton d'Annecy-3
Le canton d'Annecy-3, précédemment appelé canton d'Annecy-le-Vieux, est une circonscription électorale française, située dans le département de la Haute-Savoie.

## Géographie
Canton moitié en zone rurale de montagne et moitié en zone urbanisée, il s'étend sur la partie est du bassin annécien et le long de la rive est du lac d'Annecy.

## Histoire
Le canton d'Annecy-le-Vieux est créé par décret du 16 août 1973 redécoupant en cinq cantons les cantons d'Annecy-Sud et Annecy-Nord.
Par décret du 13 février 2014, le nombre de cantons du département est divisé par deux, avec mise en application aux élections départementales de mars 2015. Le canton d'Annecy-le-Vieux est conservé et garde le même nombre de communes (14).
À la suite du décret du 5 mars 2020, le canton change de nom au profit d'Annecy-3.

## Représentation

### Représentation de 1973 à 2015 (canton d'Annecy-le-Vieux)
| Période                                  | Période | Identité           | Étiquette       | Qualité                                                                                 |
| ---------------------------------------- | ------- | ------------------ | --------------- | --------------------------------------------------------------------------------------- |
| 1973                                     | 1992    | Jean Brocard       | RI puis UDF-PR  | Contrôleur des armées Député (1968-1993) Maire d'Annecy-le-Vieux jusqu'en 1989          |
| 1992                                     | 1998    | Bernard Accoyer    | RPR             | Médecin oto-rhino-laryngologiste Maire d'Annecy-le-Vieux (1989-2016) Député (1993-2017) |
| 1998                                     | 2015    | Antoine de Menthon | UDF-PR puis UMP | Maire de Menthon-Saint-Bernard depuis 1983 Vice-Président du Conseil Général            |
| Les données manquantes sont à compléter. |         |                    |                 |                                                                                         |

### Représentation après 2015
| Période élective | Période élective | Mandat | Mandat   | Identité               | Nuance | Nuance | Qualité |
| ---------------- | ---------------- | ------ | -------- | ---------------------- | ------ | ------ | --- |
| 2015             | 2021             | 2015   | 2021     | François Excoffier     |        | LR     | Chef d'entreprise Ancien conseiller général du canton de Thorens-Glières (2008-2015)                                                                                     |
| 2015             | 2021             | 2015   | 2021     | Laure Townley-Bazaille |        | DVD    | Professeur agrégé Conseillère municipale d'Annecy-le-Vieux jusqu'en 2020 3ème Vice-présidente Lecture Publique, Affaires et Programmes Européens, Culture et Patrimoine. |
| 2021             | 2028             | 2021   | en cours | François Excoffier     |        | LR     | Conseiller sortant |
| 2021             | 2028             | 2021   | en cours | Odile Mauris           |        | DVD    | Maire déléguée d'Annecy-le-Vieux |

### Résultats détaillés

#### Élections de mars 2015
À l'issue du 1er tour des élections départementales de 2015, deux binômes sont en ballottage : François Excoffier et Laure Townley (UMP, 47,18 %) et Jocelyne Drujon et Christophe Poncet (Union de la Gauche, 23,2 %). Le taux de participation est de 49,63 % (18 354 votants sur 36 980 inscrits) contre 45,4 % au niveau départemental et 50,17 % au niveau national.
Au second tour, François Excoffier et Laure Townley (UMP) sont élus avec 64,22 % des suffrages exprimés et un taux de participation de 45,66 % (9 998 voix pour 16 886 votants et 36 980 inscrits).

#### Élections de juin 2021
Le premier tour des élections départementales de 2021 est marqué par un très faible taux de participation (33,26 % au niveau national). Dans le canton d'Annecy-3, ce taux de participation est de 32,45 % (13 154 votants sur 40 542 inscrits) contre 28,81 % au niveau départemental. À l'issue de ce premier tour, deux binômes sont en ballottage : François Excoffier et Odile Mauris (Union au centre et à droite, 32,6 %) et Alexandre Mulatier-Gachet et Pascale Paris (DVG, 19,92 %).
Le second tour des élections est marqué une nouvelle fois par une abstention massive équivalente au premier tour. Les taux de participation sont de 34,36 % au niveau national, 29,17 % dans le département et 32,72 % dans le canton d'Annecy-3. François Excoffier et Odile Mauris (Union au centre et à droite) sont élus avec 61,25 % des suffrages exprimés (7 662 voix pour 13 269 votants et 40 547 inscrits),,.

## Composition

### Composition de 1973 à 2015
Jusqu'en 2015, le canton d'Annecy-le-Vieux était constitué de quatorze communes.
| Nom                         | Code Insee | Codepostal | Superficie (km2) | Population (dernière pop. légale) | Densité (hab./km2) |
| --------------------------- | ---------- | ---------- | ---------------- | --------------------------------- | ------------------ |
| Annecy-le-Vieux (chef-lieu) | 74011      | 74940      | 17,01            | 20 115 (2012)                     | 1 183              |
| Alex                        | 74003      | 74290      | 17,02            | 1 002 (2012)                      | 59                 |
| Argonay                     | 74019      | 74370      | 5,16             | 2 626 (2012)                      | 509                |
| Bluffy                      | 74036      | 74290      | 3,74             | 356 (2012)                        | 95                 |
| Charvonnex                  | 74062      | 74370      | 4,71             | 1 193 (2012)                      | 253                |
| Cuvat                       | 74098      | 74350      | 4,72             | 1 053 (2012)                      | 223                |
| Dingy-Saint-Clair           | 74102      | 74230      | 34,12            | 1 351 (2012)                      | 40                 |
| Menthon-Saint-Bernard       | 74176      | 74290      | 4,51             | 1 894 (2012)                      | 420                |
| Nâves-Parmelan              | 74198      | 74370      | 5,39             | 953 (2012)                        | 177                |
| Pringy                      | 74217      | 74370      | 9,06             | 4 080 (2012)                      | 450                |
| Saint-Martin-Bellevue       | 74245      | 74370      | 9,33             | 2 501 (2012)                      | 268                |
| Talloires                   | 74275      | 74290      | 20,69            | 1 743 (2012)                      | 84                 |
| Veyrier-du-Lac              | 74299      | 74290      | 8,21             | 2 327 (2012)                      | 283                |
| Villy-le-Pelloux            | 74307      | 74350      | 2,97             | 889 (2012)                        | 299                |

### Composition depuis 2015
Avec la réforme de 2014, le canton d'Annecy-le-Vieux est maintenu avec le même nombre de communes en intégrant les communes de l'ancien canton de Thorens-Glières, et perdant les communes riveraines du lac d'Annecy qui rejoignent le canton de Faverges.
À la suite de la création des communes nouvelles d'Epagny Metz-Tessy au 1er janvier 2016, par regroupement entre Épagny et de Metz-Tessy, de Fillière et d'Annecy au 1er janvier 2017, le canton est désormais composé de sept communes entières et une fraction d'Annecy correspondant aux communes déléguées d'Annecy-le-Vieux et de Pringy.
| Nom                            | Code Insee | Intercommunalité | Superficie (km2) | Population (dernière pop. légale)                 | Densité (hab./km2) | Modifier                                    |
| ------------------------------ | ---------- | ---------------- | ---------------- | ------------------------------------------------- | ------------------ | ------------------------------------------- |
| Annecy (bureau centralisateur) | 74010      | CA Grand Annecy  | 66,93            | Fraction : 27 936 (2022) Commune : 131 272 (2022) | 1 961              | modifier les données · modifier les données |
| Argonay                        | 74019      | CA Grand Annecy  | 5,16             | 3 713 (2022)                                      | 720                | modifier les données · modifier les données |
| Charvonnex                     | 74062      | CA Grand Annecy  | 4,71             | 1 545 (2022)                                      | 328                | modifier les données · modifier les données |
| Epagny Metz-Tessy              | 74112      | CA Grand Annecy  | 12,06            | 8 642 (2022)                                      | 717                | modifier les données · modifier les données |
| Fillière                       | 74282      | CA Grand Annecy  | 119,41           | 9 812 (2022)                                      | 82                 | modifier les données · modifier les données |
| Groisy                         | 74137      | CA Grand Annecy  | 21,44            | 4 044 (2022)                                      | 189                | modifier les données · modifier les données |
| Nâves-Parmelan                 | 74198      | CA Grand Annecy  | 5,39             | 1 001 (2022)                                      | 186                | modifier les données · modifier les données |
| Villaz                         | 74303      | CA Grand Annecy  | 15,27            | 3 473 (2022)                                      | 227                | modifier les données · modifier les données |
| Canton d'Annecy-3              | 7403       |                  |                  | 60 166 (2022)                                     |                    | modifier les données                        |

## Démographie

### Démographie avant 2015
| 1975   | 1982   | 1990   | 1999   | 2006   | 2011   | 2012   |
| ------ | ------ | ------ | ------ | ------ | ------ | ------ |
| 22 074 | 24 723 | 31 354 | 35 097 | 38 592 | 41 670 | 42 083 |

### Démographie depuis 2015
En 2022, le canton comptait 60 166 habitants, en évolution de +11,44 % par rapport à 2016 (Haute-Savoie : +6,01 %, France hors Mayotte : +2,11 %).
| 2013   | 2018   | 2022   |
| ------ | ------ | ------ |
| 51 668 | 55 805 | 60 166 |